# نهر أوب
نهر أوب (بالفرنسية: Aube)‏ هو نهر يجري في فرنسا وهو أحد روافد نهر السين. أعطي اسم هذا النهر إلى واحد من الأقسام الإدارية الفرنسية، هو قسم أوب. يبلغ طول النهر 248.9 كيلومتر (154.7 ميل).  ينبع النهر من مقاطعة المارن العليا ، على هضبة لانجر ، بالقرب من بلدة أوبيرف. 